# Sismo da Albânia de 2019
Em 26 de novembro de 2019, um forte terremoto de magnitude 6,4 atingiu a Albânia, com epicentro próximo à cidade de Durres. O tremor, considerado o mais intenso a atingir o país em décadas, foi forte o bastante para ser sentido na Itália, na Grécia e em outros países vizinhos.

## Histórico
A Albânia é um país com atividade sísmica relativamente elevada, uma vez que a região dos Bálcãs fica próximo dos limites das placas tectônicas eurasiática, africana e a subplaca do Mar Adriático. Apenas dois meses antes, em 22 de setembro de 2019, um forte tremor de magnitude 5,8 já havia atingido o país, deixando mais de 100 feridos.

## Vítimas e danos
Pelo menos 51 pessoas morreram e mais de 2 000 ficaram feridas, segundo as autoridades albanesas. Cerca de 6 300 mil albaneses perderam suas casas.  Durres e Thumane foram as regiões mais atingidas, onde dezenas de construções desabaram ou ficaram severamente danificadas. Foram confirmados 25 mortos em Durres, 25 em Thumane, e 1 em Lezhe onde a situação seria "dramática" segundo o presidente da Albânia Ilir Meta. Foi decretado estado de emergência nas duas cidades. Ínúmeros prédios e residências sofreram algum tipo de dano em Tirana, não obstante houve apenas uma vítima fatal do tremor na capital albanesa. Estima-se que em toda a Albânia, cerca de 7 900 construções foram danificadas em maior ou menor grau. Um prédio de seis andares precisou ser implodido em Durres, e em Peza, próximo à Tirana, uma escola também teve que ser demolida, por representarem uma ameaça devido aos danos sofridos.
No estádio Niko Dovana em Durres, tendas foram armadas para mais de 2 500 desabrigados.
Muitas das construções que colapsaram ainda seguiam os padrões dos tempos do regime comunista, e não estavam preparadas para suportar tremores.
O ministério da defesa mobilizou cerca de 400 militares para auxiliar no resgate às vítimas em meio aos escombros. Centenas de réplicas foram relatadas nas horas seguintes, aumentando o pânico entre a população. Estados Unidos, União Europeia e vários países vizinhos ofereceram ajuda à Albânia, enviando equipes de resgate, cães farejadores e equipamentos para auxiliar nas operações.
Em 1° de dezembro, a prefeita de Durres Valbona Sako renunciou ao cargo após cometer uma gafe em um programa de TV, ao afirmar que "deveríamos estar felizes pelas 50 vítimas, pois em outros casos foram mais de 1 000". As palavras ditas pela ex-prefeita repercutiram negativamente na Albânia.
Os custos da reconstrução ainda são desconhecidos. Para 2020, o primeiro-ministro albanês Edi Rama irá alterar o plano orçamentário, visando liberar o equivalente a US$ 64 milhões para a construção de casas aos desabrigados. Rama também disse que irá pedir ajuda internacional para o processo de reconstrução. Em 4 de dezembro, a presidente da Comissão Europeia Ursula von der Leyen anunciou que a União Europeia irá liberar uma doação à Albânia no valor de 15 milhões de Euros (US$ 16,6 milhões).
Em 14 de dezembro, promotores albaneses emitiram mandatos de prisão contra vários engenheiros e proprietários dos edifícios colapsados. Para as autoridades locais, essas pessoas não obedeceram devidamente as regras ou normas de construção, o que teria contribuído para as fatalidades.

## Galeria

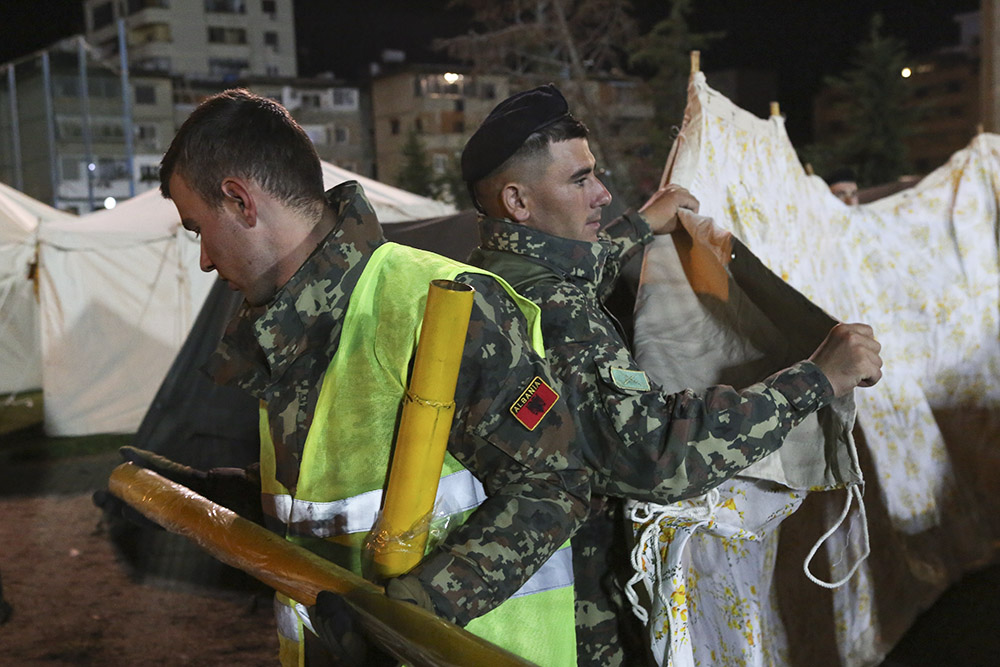
Membros do exército albanês prestando apoio
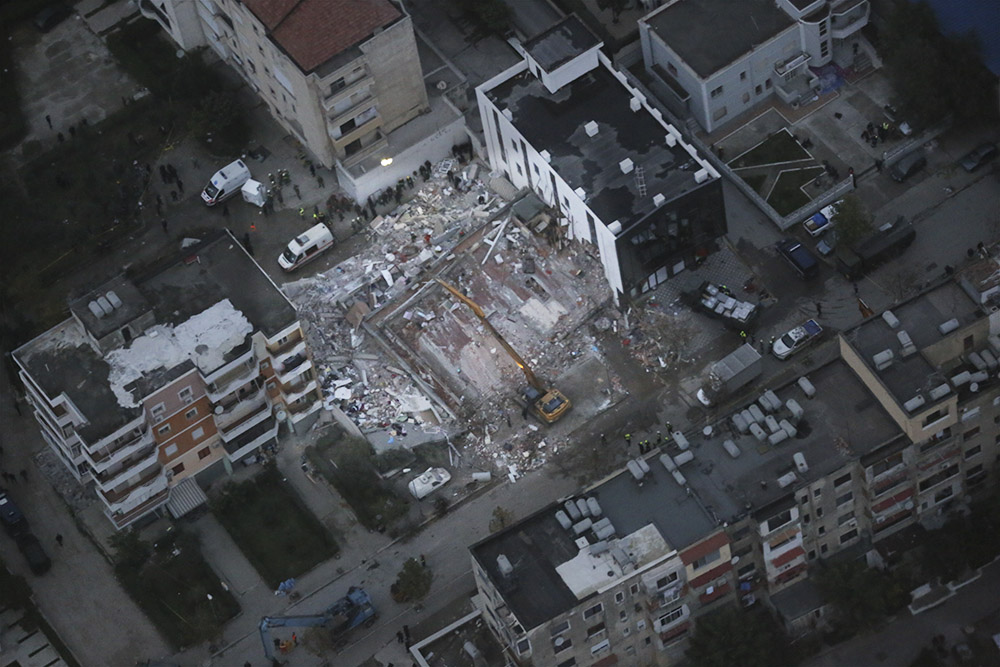
Visão aérea de um prédio destruído em Durres
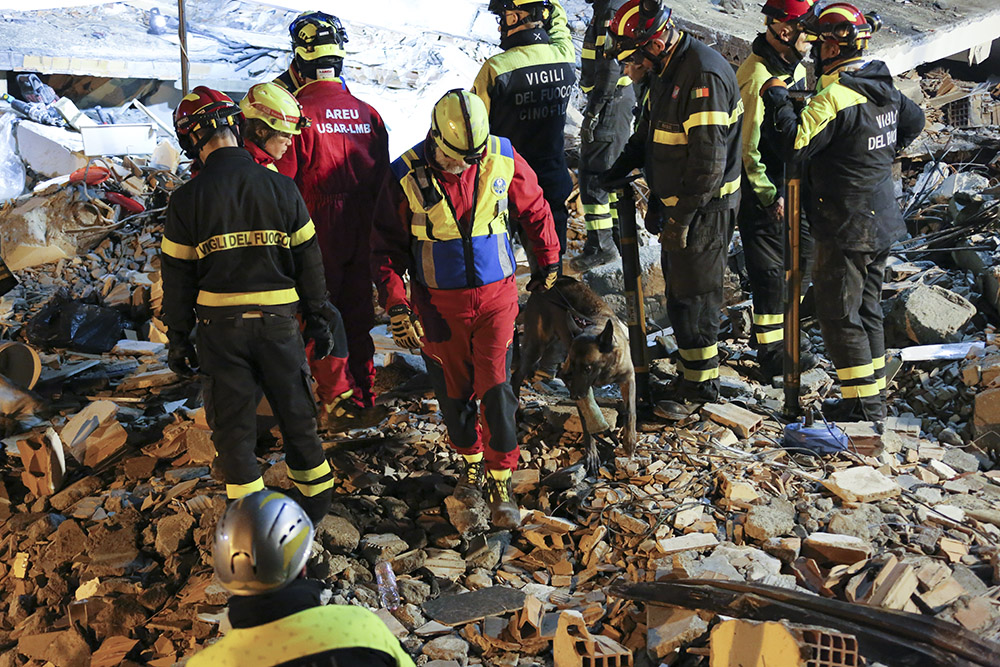
Equipes de busca e resgate da Itália em uma construção desmoronada
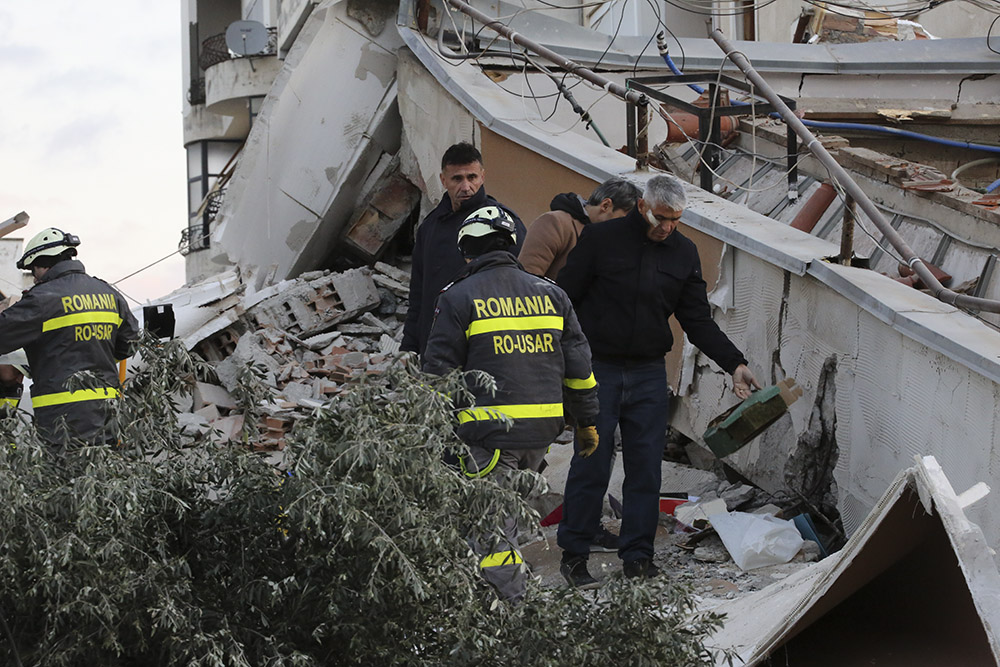
Equipes de busca e resgate da Romênia em uma construção desmoronada
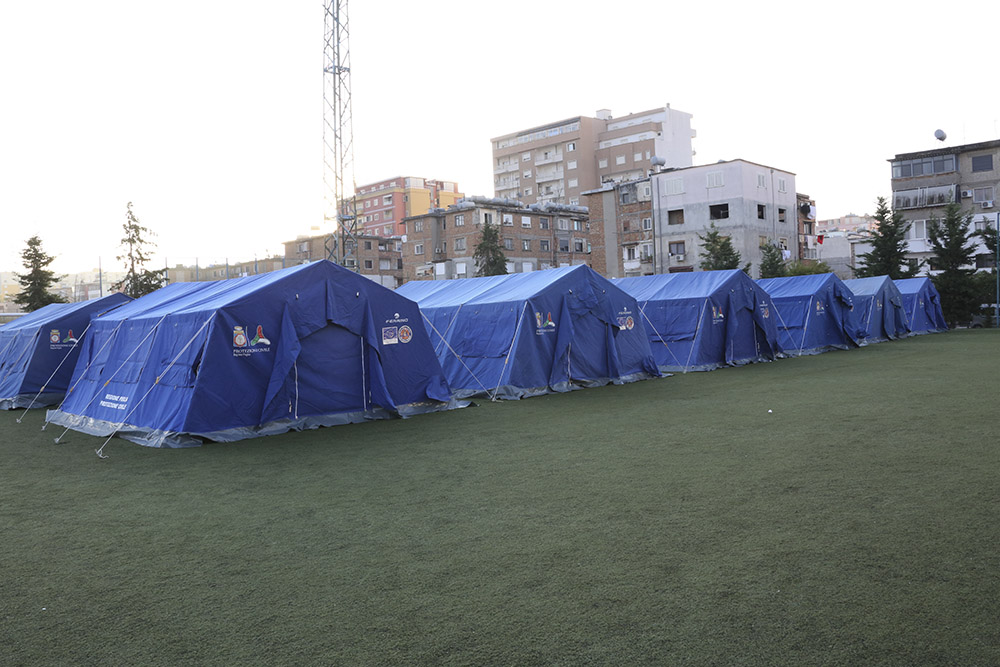
Barracas armadas para os desabrigados no estádio Niko Dovana em Durres
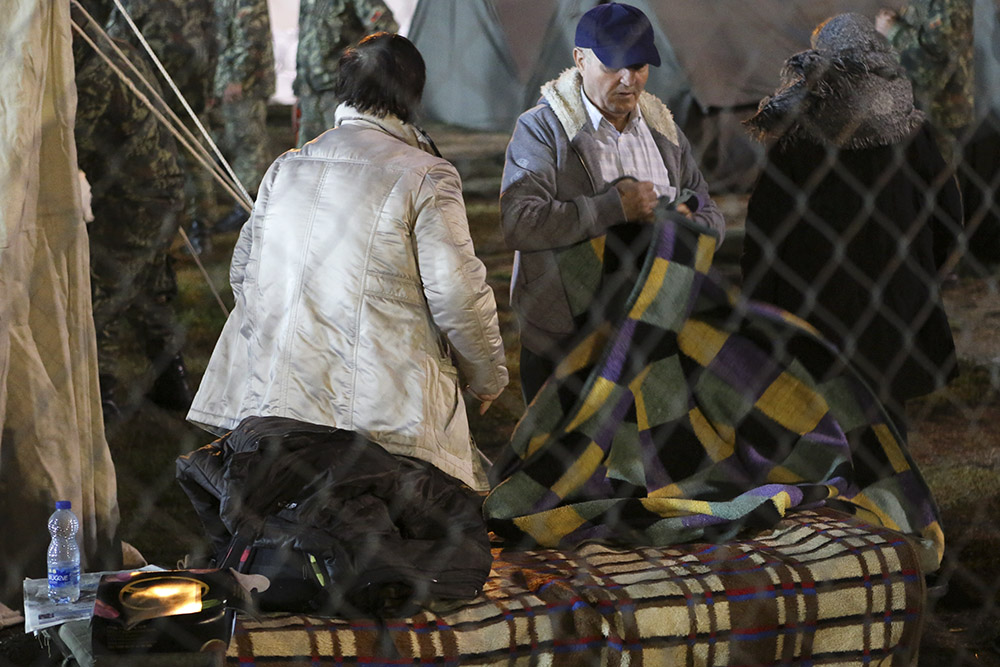
Desabrigados alojados em barracas de emergência